# Sober (låt av Clarkson)
För singeln av Loreen, se Sober (låt av Loreen).
"Sober" är den andra singeln från Kelly Clarksons tredje album, My December. Låten gavs ut som singel den 6 juni 2007.
Det finns två versioner av låten, radio-versionen och CD-versionen. På radio-versionen har fem rader tagits bort och låten är kortare.

## Historia
Enligt Clarkson var låten inspirerad av Calamity McEntire som sa till henne att plocka ogräset och behålla blommorna. Detta blev en inspiration för låten, för i låten sjunger Clarkson "Picked all my weeds, but kept the flowers". Clarkson säger att låten handlar om överlevnad, att veta vad man ska göra när något går fel. "Det är inte lätt att komma över, vad ditt beroende nu kan vara", har hon sagt. "Hela poängen med låten är, frestelsen finns där, men jag tänker inte ge mig in i det". Kelly har också sagt att "Sober" är hennes favoritlåt på albumet. "Musikaliskt är den nästan hypnotisk. Du kommer bort i låten, den är bara så vacker. Den här låten handlar om att överleva något du tror du kan komma över. Jag är inte en alkoholist; det är inte vad den handlar om. Det är bara en metafor. Alla har något de är beroende av och inte kan vara utan i sina liv, den kan handla om vad ditt beroende nu kan vara".[källa behövs]
Clarkson bekräftade att "Sober" skulle bli den andra singeln från My December på sin officiella Fan Club.[källa behövs] Den gavs ut till olika amerikanska radiostationer den 6 juni, 2007. Experter inom branschen har sagt att det här är en avgörande singel från Clarkson[källa behövs], den första singeln från My December, "Never Again", gick det bra för som digital download, men inte lika bra på radionstationerna i USA, särskilt när man jämför med hur bra det har gått för alla hennes fem singlar från hennes förra album Breakaway. "Never Again" har fallit snabbt från radion, efter att ha misslyckats med att verkligen slå igenom.
I en radiointervju sa Clarkson att "Sober" gavs ut så tidigt för att hon ville visa variationen på musiken på My December.[källa behövs]

## Arrangemang
Inspelningen innehåller en mängd olika arrangemang, allt från bastrummor till akustiska gitarrer, till ett mittenstycke med mer frenetiska trummor som ställs mot strängar, och slutligen en U2-liknande vind som minskas stegvis efter låtens höjdpunkt tillsammans med en cello som stillsamt avslutar låten. Trans-känslan i arrangemanget och Clarksons röst hoppar mellan oktaver och tonarter flera gånger, det påminner lite om U2 och Sarah McLachlan. Textraden "Three months" upprepas 13 gånger i album versionen och 10 gånger i radioversionen.

## Listplaceringar
| Lista (2007)  | Topplacering |
| ------------- | ------------ |
| USA (Pop 100) | 93           |

### Fotnoter
1. ↑  ”Listplacering”. Arkiverad från originalet den 29 september 2007. https://web.archive.org/web/20070929130544/http://www.billboard.com/bbcom/esearch/chart_display.jsp?cfi=396&cfgn=Singles&cfn=Pop%20100&ci=3084820&cdi=9300961&cid=07%2F14%2F2007. Läst 6 juli 2007.